# Mola (futebolista)
Sebastião Paiva Gomes, também conhecido como Mola, (Rio de Janeiro, 18 de novembro de 1906 — Rio de Janeiro, 5 de junho de 1992) foi um futebolista brasileiro que atuou como meio-campista.

## Carreira
Mola foi descoberto por Adriano Rodrigues, diretor de futebol do Vasco na época, e no ano seguinte já era campeão carioca. Fez parte do primeiro grande time do Vasco, formando a famosa linha média com Tinoco e Fausto. Travou grandes duelos contra os atacantes rivais. Tinha fama de grande ladrão de bola, desarmava e passava para Fausto armar as jogadas ofensivas.
O médio-esquerdo preferiu ficar como profissional do Vasco ao ir para a Copa do Mundo em 1934, torneio em que a CBD levou apenas atletas amadores. Ainda em 1934, o ex-volante lesionou-se e com a contusão no joelho acabou encerrando sua carreira em 1935.
Mola atuou toda sua carreira no Vasco da Gama, no período de 1928–1935 em 190 jogos. Com o Vasco da Gama entre as principais conquistas os títulos do Campeonatos Estaduais do Rio de Janeiro em 1929 e 1934.
Mola foi incluído na seção de "Ídolos" no site oficial do Vasco da Gama.

## Títulos
Vasco da Gama
- Campeonato Carioca: 1929 e 1934
- Torneio Início do Rio de Janeiro: 1929, 1930, 1931 e 1932
- Taça Alberto Baccarat (SP)[5]:  1928
- Copa Myrurgia (Espanha)[6]: 1931
- Taça Monroe [7]: 1930 e 1931
- Taça Moacyr de Queirós[8]: 1930